# Evelin Samuel
Evelin Samuel (13 mei 1975) is een Ests zangeres.
Evelin Samuel begon al met zingen tijdens haar kinderjaren. Op het eind van de jaren 1980 ging Samuel bij het kindermusicaltheater Colombina, waarmee zij in 1992 op het Roskilde Festival in Denemarken optrad. In 1993 eindigde Samuel vierde in Kaks takti ette, een televisiewedstrijd voor beginnende zangers. Zij won dat jaar de Baltische zangwedstrijd Via Baltica. In 1994 won zij met het lied Vari ja roos de tv-zangwedstrijd Uus Laul. Samuel deed dat jaar ook mee aan Eurolaul, de voorronde voor het Eurovisiesongfestival. Met het lied Soovide puu werd zij achtste op tien deelnemers. Ook in 1996 en 1998 nam zij deel aan Eurolaul, zonder naar het festival door te stoten. In 1997 ging zij als achtergrondzangeres voor Maarja-Liis Ilus mee naar het Eurovisiesongfestival in Dublin.
Wat haar niet lukte bij de vorige deelnames, lukte in 1999. Samuel won samen met de violiste Camille Eurolaul met het Engelstalige new age-nummer Diamond of Night. Het was voor het eerst sinds de jaren 1970 dat de taalkeuze op het festival weer vrij was. Samuel haalde op het Eurovisiesongfestival in Jeruzalem een zesde plaats met 90 punten. In 2000 probeerde Samuel het opnieuw, maar zij moest het afleggen tegen Ines. Samuel werd dat jaar derde in de preselectie met Over the Water Blue. Zij mocht wel de punten van de Estse jury voorlezen tijdens het festival, wat zij ook deed in 2006. In 2002 bracht Samuel haar debuutalbum Alternature: Over The Water Blue uit.

## Ander werk in de media
- Evelin Samuel heeft enkele jaren gezongen op veerboten op de Oostzee.
- Eind jaren 1990 was Samuel dj bij de zender Raadio Uuno.
- In 2008 bracht zij haar eerste boek uit, getiteld Ükskord, kui sadas vihma (Op een dag, toen het regende), een verhaal voor kleine kinderen. Sindsdien heeft zij verscheidene liedjes, gedichten en korte verhalen voor kinderen geschreven.
- Van 2010 tot 2011 was Samuel hoofdredacteur van het gezondheidsmagazine Tervis Pluss.
- Samuel heeft in meerdere musicals meegespeeld, waaronder Oliver! en Miss Saigon.

- MusicBrainz: 0411021b-8c2d-4d0e-b8c8-621515acd528
- Virtual International Authority File: 8424149544624700490009

1994: Silvi Vrait · 
1996: Ivo Linna & Maarja-Liis Ilus · 
1997: Maarja-Liis Ilus · 
1998: Koit Toome · 
1999: Evelin Samuel & Camille · 
2000: Ines · 
2001: Tanel Padar, Dave Benton & 2XL · 
2002: Sahlene · 
2003: Ruffus · 
2004: Neiokõsõ · 
2005: Suntribe · 
2006: Sandra Oxenryd · 
2007: Gerli Padar · 
2008: Kreisiraadio · 
2009: Urban Symphony · 
2010: Malcolm Lincoln · 
2011: Getter Jaani · 
2012: Ott Lepland · 
2013: Birgit Õigemeel · 
2014: Tanja · 
2015: Elina Born & Stig Rästa · 
2016: Jüri Pootsmann · 
2017: Koit Toome & Laura · 
2018: Elina Netsjajeva · 
2019: Victor Crone · 
2021: Uku Suviste · 
2022: Stefan · 
2023: Alika · 
2024: 5miinust & Puuluup · 
2025: Tommy Cash